# Kym Barrett
Kym Barrett est une costumière d'origine australienne, née en 1965.

## Biographie
Barett étudie à Sydney, à l’Institut national d'art dramatique, où elle rencontre Baz Luhrmann et Catherine Martin ; elle rejoint leur équipe pour Ballroom Dancing puis Roméo + Juliette.
Elle a travaillé pour des films tels que Matrix, Sa mère ou moi !. Elle a également conçu les costumes pour TOTEM du Cirque du Soleil (2010) et d’une production de La Tempête au Metropolitan Opera.
Elle vit actuellement à Los Angeles.

## Filmographie
- Roméo + Juliette (1996)
- Planète rouge (2000)
- From Hell (2001)
- Animatrix (2003)
- Matrix Reloaded (2003)
- Matrix Revolutions (2003)
- Gothika (2003)
- Sa mère ou moi ! (2005)
- La rumeur court... (2005)
- The Virgin of Juarez (2006)
- Eragon (2006)
- Les Orphelins de Huang Shui (2008)
- Speed Racer (2008)
- The Green Hornet (2011)
- The Amazing Spider-Man (2012)
- Cloud Atlas (2012)
- 2015 : Jupiter : Le Destin de l'univers (Jupiter Ascending)
- 2019 : Us de Jordan Peele
- 2019 : Charlie's Angels d'Elizabeth Banks
- 2021 : Shang-Chi et la Légende des Dix Anneaux (Shang-Chi and the Legend of the Ten Rings) de Destin Daniel Cretton
- 2022 : Trois mille ans à t'attendre (Three Thousand Years of Longing) de George Miller
- 2022 : Enzo le Croco (Lyle, Lyle, Crocodile) de Josh Gordon et Will Speck
- 2025 : Play Dirty de Shane Black